# René Daumal
René Daumal, né le 16 mars 1908 à Boulzicourt, dans les Ardennes, et mort le 21 mai 1944 à Paris, est un poète, critique, essayiste, indianiste, écrivain et dramaturge français.

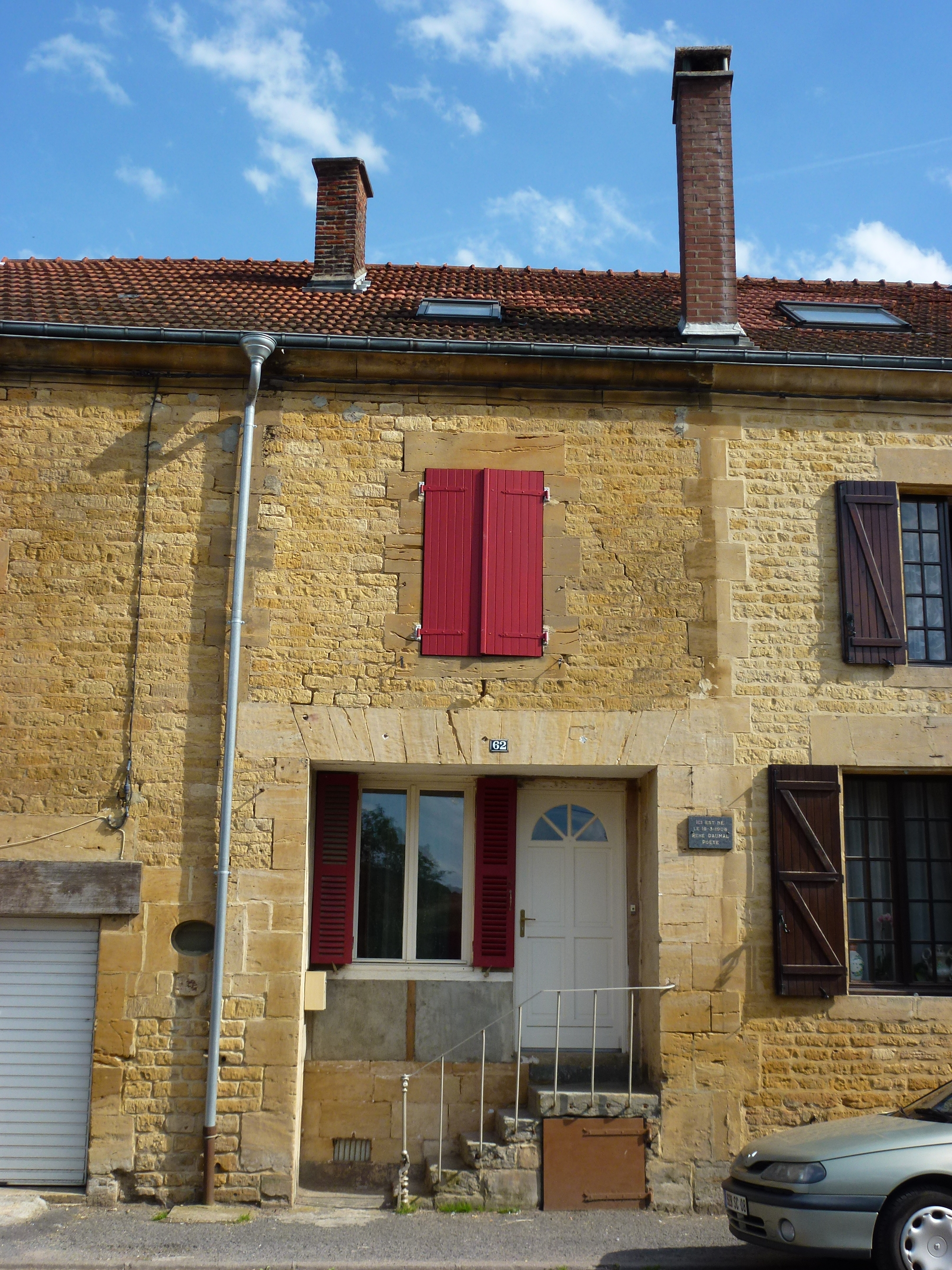
Maison natale à Boulzicourt, Ardennes.

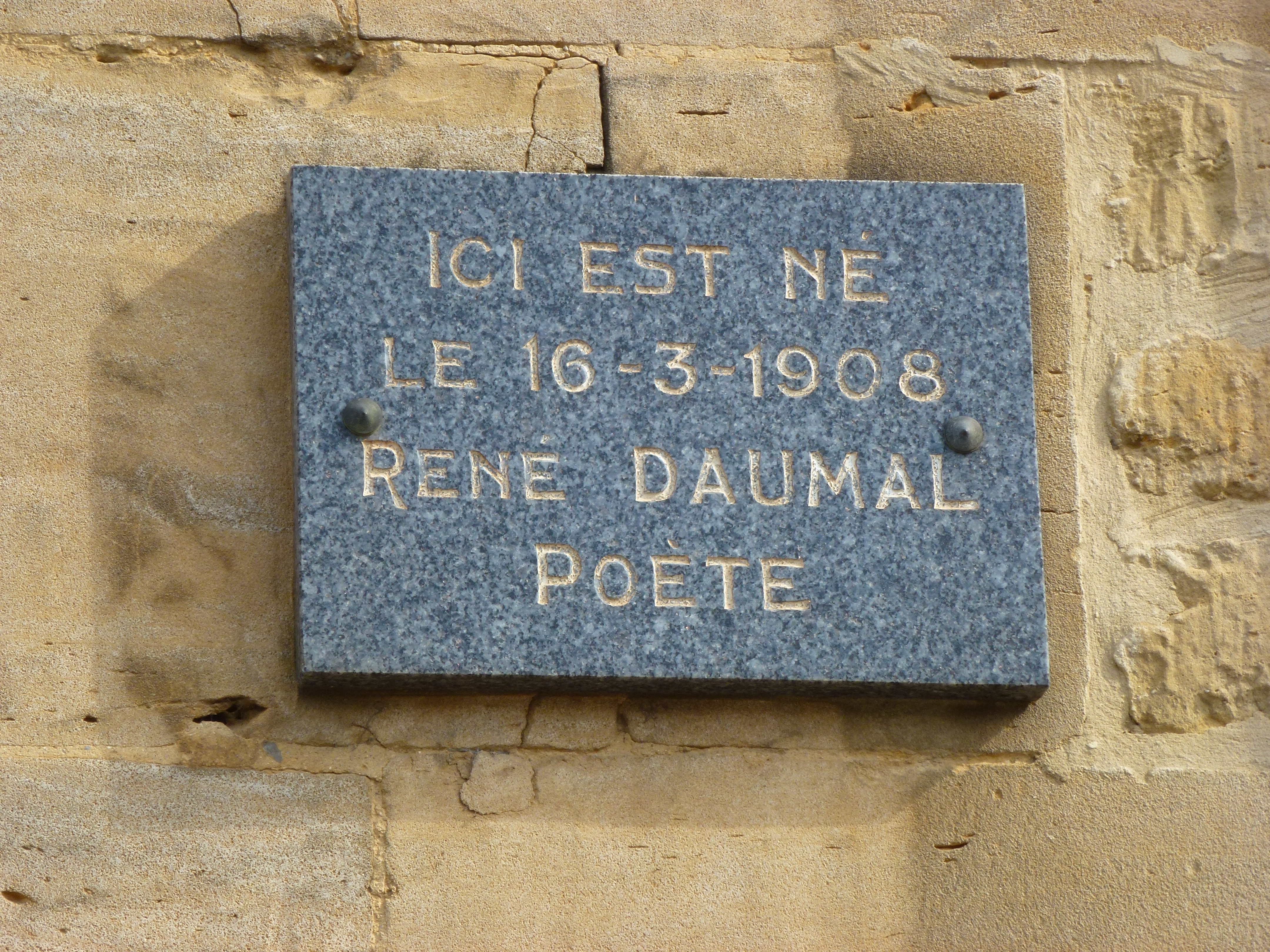
Plaque commémorative sur le mur de la maison natale

## Biographie
Son père, Léon Daumal est fils d'un apiculteur, sourcier guérisseur et anticlérical virulent. Léon Daumal est professeur d'école normale rétrogradé instituteur en raison de ses idées socialistes, plus tard il sera fonctionnaire au ministère des Finances. Athée, le père de René et Jack les laissa libres de leurs opinions religieuses. 
Très tôt engagé dans des expériences littéraires novatrices, René Daumal crée avec trois amis, à Reims, le groupe des « Phrères simplistes », notamment inspiré d'Alfred Jarry, Arthur Rimbaud et des surréalistes. Il s’agit de Roger Vailland, Roger Gilbert-Lecomte et Robert Meyrat. Bons élèves au lycée, ils cherchent comme Rimbaud « le dérèglement de tous les sens » (drogue, roulette russe même),, dans un esprit de découverte. À 17 ans, Daumal connaît une expérience unique qu'il qualifiera de « déterminante » et lui donne la « certitude de l’existence d’autre chose, d’un au-delà, d’un autre monde ou d’une autre sorte de connaissance ». En s'intoxiquant au tétrachlorométhane (CCl4) dont il se sert pour tuer les coléoptères qu'il collectionne, il a l’intuition qu’il pourra rencontrer un autre monde en se plongeant volontairement dans des intoxications proches d'états comateux (ressemblant à ce que certains appelleront plus tard expériences de mort imminente). L’utilisation du tétrachlorométhane fragilise sa santé, et il est possible que cela ait créé un terrain propice à sa future tuberculose.
Pensionnaire au lycée Henri-IV à Paris de dix-sept à dix-neuf ans, il y est l'élève d’Alain et y rencontre la future philosophe Simone Weil, avec laquelle il aura des échanges au sujet du sanskrit. En effet, « Re-Né » s’intéresse aux textes sacrés de l’Inde et décide d’apprendre le sanskrit, composant une grammaire sanskrite (celle-ci a été reproduite en fac-similé sous le titre La langue sanskrite – Grammaire, Poésie, Théâtre).
À Paris, avec Roger-Gilbert Lecomte, Roger Vailland et le peintre Josef Síma, il fonde en 1928 la revue Le Grand Jeu,, cri de révolte contre un Occident rationaliste qui a oublié le noyau de la vérité absolue énoncée par « les Rishis védiques, les Rabbis cabalistes, les prophètes, les mystiques, les grands hérétiques de tous les temps, et les poètes, les vrais » et notamment Rimbaud. Josef Síma réalise un portrait de René Daumal en 1930. La revue connaît trois numéros de 1928 à 1930, le quatrième reste dans les cartons. On y rencontre également Hendrik Cramer, mari de Véra Milanova, qui épouse René Daumal en 1940.
En 1930, René Daumal fait la connaissance d’Alexandre de Salzmann, disciple de Georges Gurdjieff. Il se sent alors conforté dans un certain nombre de ses opinions : il décide de rompre avec sa vie littéraire et de se lancer dans des formes de vie différente qu'il qualifie de « métaphysique expérimentale », qui lui semble accessible par les « exercices » proposés par Gurdjieff. Il est engagé comme attaché de presse auprès du danseur Uday Shankar et part avec lui durant l'hiver 1932-1933 dans sa tournée aux États-Unis.
Cette période est relatée dans La Grande Beuverie, premier travail littéraire de Daumal. On en découvre les clefs dans les Fragments inédits. Sur le ton de l'humour, La Grande Beuverie présente une critique des rouages de la société.
Revenu à Paris en 1933, René Daumal vit dans des conditions matérielles très difficiles. Il obtient le prix Doucet pour Le Contre-Ciel, écrit quelques traductions de l’anglais (Ernest Hemingway, Daisetz Teitaro Suzuki) et du sanskrit, des articles pour la NRF, et une abondante correspondance. Il rédige le texte Poésie noire, poésie blanche, où il explicite les fondements de ce qu'il voit comme « expérience poétique véritable ». En 1934/1935, il tient la chronique de la pataphysique du mois dans la Nouvelle Revue française. Né quatre mois et demi après la mort d'Alfred Jarry, il sera un grand admirateur de sa personne et de ses idées. Il le fait intervenir dans son roman La Grande Beuverie et sera l'auteur de différents écrits pataphysiciens publiés par la revue Bifur et le Collège de Pataphysique après sa création en 1948. Il peut être vu comme un maillon entre l'auteur d'Ubu roi et les pataphysiciens constitués en corps.
Quasiment sans domicile fixe, il se déplace d’un endroit à un autre avec Véra Milanova. Il rencontre Philippe Lavastine. et, par son intermédiaire (il travaille chez l'éditeur Denoël), l’écrivain Luc Dietrich et son ami Lanza del Vasto.
Ayant pris connaissance de sa maladie, une tuberculose déjà avancée, René Daumal séjourne le plus possible en montagne, dans les Pyrénées mais surtout dans les Alpes, sur le plateau d'Assy chez la pharmacienne Geneviève Lief qui deviendra une élève. C’est la guerre, l'armistice rapidement signé, le gouvernement des Pétain, Laval... Il s’est marié avec Véra, juive. Il vit dans des conditions matérielles très difficiles. Il compose ses plus belles lettres, se remet à la poésie, écrit La Guerre sainte et commence son œuvre majeure, restée inachevée, Le Mont analogue, voulant présenter un « langage analogique et de l’écriture à multiples strates de compréhension ». Roman d'une « postérité vertigineuse » selon l'expression d'Aureliano Tonet dans sa série d'articles du Monde,.
Alité depuis le début du mois de mai 1944, le 21 mai, à 36 ans, il meurt au 1, rue Monticelli, près de la porte d'Orléans à Paris. Il est enterré au cimetière de Pantin (division 85).

## Influences
Des artistes très divers tels que, par exemple, Marilyn Manson, Jean-Louis Aubert, Ghédalia Tazartès, Patti Smith, ou le groupe Idlewild, ont cité dans leurs influences René Daumal ou son roman Le Mont Analogue. Patti Smith a dit de lui : « Daumal, c'est vraiment un frère pour moi. C'est un conteur inouï, absurde et spirituel. Ça me brise le cœur qu'il soit mort si jeune... Je voudrais tant que l'argent que je gagne me permette de voyager dans le temps et d'aller lui acheter ce dont il a besoin pour vivre plus vieux. J'ai une grande affection pour lui. Je pense à lui tous les jours. »,.

## Œuvres
Sauf indication contraire, la plupart des œuvres de René Daumal ont été publiées chez Gallimard.
- 1936 : Le Contre-Ciel, Cahiers Jacques Doucet. Réédité chez Gallimard avec Poésie noire, poésie blanche.
- 1938 : La Grande Beuverie. rééd. Allia, Paris, 2018  (ISBN 979-10-304-0846-1)
- 1940 : La guerre sainte (lire en ligne sur Gallica)
- 1952 : Le Mont Analogue, récit véridique, préface par Roland de Renéville, postface de Véra Daumal, rééd. Allia, Paris, 2020,  (ISBN 979-10-304-2242-9)
- 1970 : Tu t'es toujours trompé, Mercure de France, Paris.
- 1970 : Bharata, l’origine du théâtre. La Poésie et la Musique en Inde, rééd. 2009.
- 1972 : Essais et Notes, tome 1 : L'Évidence absurde.
- 1972 : Essais et Notes, tome 2 : Les Pouvoirs de la Parole.
- 1978 : Mugle, Fata Morgana, Montpellier.
- 1981 : René Daumal ou le retour à soi, L'Originel, Paris. Contient La Soie.
- 1985 : La Langue sanskrite, Ganésha.
- 1996 : Fragments inédits (1932-33). Première étape vers la Grande beuverie, Éditions Éoliennes.
- 1992 : Correspondance, tome 1 : 1915-1928.
- 1993 : Correspondance, tome 2 : 1929-1932.
- 1996 : Correspondance, tome 3 : 1933-1944.
- 1994 : Je ne parle jamais pour ne rien dire. Lettres à A. Harfaux, Le nyctalope.
- 2004 : Chroniques cinématographiques (1934). Aujourd'hui, Au signe de la licorne.
- 2008 : Correspondance avec les Cahiers du Sud, Au Signe de la Licorne.
- 2014 : (Se dégager du scorpion imposé). Poésies et notes inédites, 1924-28, Éditions Éoliennes.
- 2015 : Poésie noire et poésie blanche, Voix d'encre.
- 2016 : Écrits pataphysiques, Au Signe de la Licorne
- 2018 : Les Limites du langage philosophique, suivi de La Guerre sainte. Éditions la Tempête.
- 2020 : Notes sur l'obscurantisme. Éditions Éoliennes.
- 2021 : Écrits de la Bête noire, édition établie et commentée par Billy Dranty, Éditions Unes,  (ISBN 978-2-87704-233-8)
- 2021 : L'état d'homme est difficile à atteindre en ce monde. Éditions Éoliennes.

### Éditions par le Collège de `Pataphysique
- Le Catéchisme, collection Haha, 1953
- Le Traité des patagrammes, Cahier no 16, 8 septembre 1954, 1er absolu 82 E.P[17].
- Le Petit Théâtre, collection Haha, 1957
- Le Lyon rouge, collection Haha, 1963

### Éditions obsolètes
- 1953 : Chaque fois que l'aube paraît, Essais et notes, I.
- 1954 : Poésie noire, poésie blanche, Poèmes.
- 1958 : Lettres à ses amis, tome I.

### Cahiers René Daumal
- Cahier René Daumal no 1 (1987), no 2 (1988), no 3 (1989), no 4 (1989), no 5 (1990), no 6 (1992), Éditions Ganésha
- Cahier René Daumal no 7 (1994), no 8 (1996), Éditions Éoliennes

## Pour approfondir

#### Bases de données et dictionnaires
- Ressources relatives à la littérature :   - Internet Speculative Fiction Database
  - NooSFere
  - Printemps des poètes
- Ressource relative au spectacle :   - Les Archives du spectacle
- Ressource relative aux beaux-arts :   - Delarge
- Notices dans des dictionnaires ou encyclopédies généralistes :   - Brockhaus
  - Deutsche Biographie
  - Store norske leksikon
  - Treccani
  - Universalis
- Notices d'autorité :   - VIAF
  - ISNI
  - BnF (données)
  - IdRef
  - LCCN
  - GND
  - Italie
  - Japon
  - CiNii
  - Espagne
  - Belgique
  - Pays-Bas
  - Pologne
  - Israël
  - NUKAT
  - Australie
  - Norvège
  - Tchéquie
  - WorldCat

#### Autres liens externes
- Tous les poèmes de la revue le Grand Jeu.
- La Guerre Sainte, poème de René Daumal.
- Œuvres de René Daumal (domaine public au Canada)